# John Judd (Ingenieur)
John Judd (* 9. April 1942 in Coventry, England) ist ein britischer Rennmotorenkonstrukteur und zusammen mit dem dreifachen Formel-1-Weltmeister Jack Brabham Besitzer der Engine Developments Ltd.

## Karriere
Nach dem Schulabschluss bekam Judd einen Ausbildungsplatz bei der Coventry Engine Company, der es ihm ermöglichte an der örtlichen Hochschule zu studieren. In den frühen 1960ern arbeitete er am Coventry-Climax-Motor, der von Jack Brabham in der Formel 1 eingesetzt wurde. Nach der Änderung des Motoren-Reglements im Jahr 1965 vergab Brabham einen Auftrag zur Entwicklung eines 3-Liter-Rennmotors an die australische Firma Repco. Judd war unter dem Motorenentwickler Phil Irving an dem Projekt beteiligt. Die Brabham-Repco gewannen 1966 und 1967 jeweils die Fahrer- und Konstrukteursweltmeisterschaft.
Brabham wechselte dann auf Cosworth-Motoren und gründete die Firma Jack Brabham Conversions, in der John Judd für die Weiterentwicklung des Cosworth-Motors zuständig war. Nach dem Verkauf des Brabham-Teams an Bernie Ecclestone wurde die Jack Brabham Conversions umstrukturiert und in Engine Developments umbenannt. Es wurden nun Cosworth-Motoren für Teams wie Williams, Arrows, Lotus, Ensign und Fittipaldi vorbereitet.
1980 wurde Judd von Honda für die Entwicklung eines Formel-2-Motors abgeworben. Als Honda 1982 in die Formel 1 einstieg, begann Judd mit der Entwicklung eigener Motoren, zunächst für die Formel 3000, später auch für IndyCars und die Formel 1. Judd debütierte 1988 mit einem eigenen V8-Motor in den Wagen von Williams, Ligier und March in der obersten Motorsportklasse. Der V8 wurde bis 1992 eingesetzt. Der 1991 vorgestellte V10 wurde von der Scuderia Italia in einem Dallara-Chassis verwendet.
1992 war Judd an Yamahas Formel-1-Projekt beteiligt. Das japanische Werk schloss 1993 einen Vertrag mit Tyrrell und Judd war bis 1996 Partner bei der Entwicklung der OX10- und OX11-Yamaha-Triebwerke, die als beste Resultate zwei fünfte Plätze mit Mika Salo einfahren konnten.
1997 begann eine neue Partnerschaft mit Tom Walkinshaws Arrows-Team und den Fahrern Damon Hill und Pedro Diniz. Aber bereits 1998 gab Walkinshaw bekannt, einen von Brian Hart entwickelten eigenen Motor einsetzen zu wollen. Judd arbeitete bis 1999 weiter an seinem V10-Motor, konzentrierte sich dann aber auf das Tuning von Motoren für die British Touring Car Championship. Heute beliefert er Teams der Le Mans Series mit Motoren. Ein Wagen des Teams von Henri Pescarolo mit Judd-Motor belegte beim 24-Stunden-Rennen von Le Mans 2005 und 2006 jeweils den zweiten Platz sowie 2007 Rang 3 hinter den Werks-Audi.